# 오스카르 아르눌포 로메로
오스카르 아르눌포 로메로 이 갈다메스(스페인어: Óscar Arnulfo Romero y Galdámez, 1917년 8월 15일 ~ 1980년 3월 24일)는 엘살바도르의 로마 가톨릭교회의 대주교이며 성인이다.

## 생애

### 어린 시절
엘살바도르 산미겔주 시우다드바리오스에서 아버지 산토스 로메로와 어머니 과달루페 데 헤수스 갈다메스 사이에서 7명의 자녀중 둘째로 태어났다. 형제는 모두 다섯명이었고 자매는 두명이었다. 1919년 5월 11일, 세실리오 모랄레스 신부로부터 가톨릭 교회에서 세례를 받았다. 3년 과정인 지역 공립학교를 졸업하였다. 이후 13살까지는 아니타 이글레시아스(Anita Iglesias)라는 교사로부터 개인 교습을 받았다. 또한 이 시기에 로메로는 아버지 산토스로부터 목공기술도 배웠는데, 목공에 대해 뛰어난 재능을 보였다고 한다. 그러나 아버지는 로메로가 무역업에 대해 공부하고 그 분야에서 종사하기를 권했으나 로메로는 성직자가 되고 싶어 했다.
13살에 산 미겔에 있는 예비 신학교를 졸업한 후, 산살바도르에 있는 국립 신학교에서 공부하였다. 1941년 로마에 있는 그레고리오 대학교에서 신학 박사 학위를 받았으며 1942년 4월 4일 로마에서 사제 서품을 받은 후 엘살바도르로 귀국하였다.

### 성직 생활
오스카르 로메로는 라우니온주 아나모로스에서 교구 사제로서의 경력을 시작했고 20년 이상에 걸쳐 산미겔주 사제로 근무했다. 로메로는 알코올 중독자들의 자조 활동을 지원하는 한편 성당의 건설을 추진하여 평화의 성모회를 지도했다. 1966년에는 엘살바도르 사목회의의 의장으로 선임되면서 공적인 활동을 시작했다. 1966년에는 엘살바도르 교구회의의 의장으로 선출되어 대교구 신문의 편집장으로 임명되었다. 로메로는 로마 가톨릭 교회의 전통적인 교도권을 방어하면서 보수주의 성향을 띠었다.
오스카르 로메로는 1970년에 루이스 차베스 이 곤살레스 산살바도르 대주교의 보좌 주교로 임명되었고 1974년에는 산티아고데마리아 교구의 주교로 임명되었다. 1977년 2월 23일에 산살바도르 대주교로 임명되었다. 엘살바도르 정부는 환영하는 입장을 표명했지만 많은 로마 가톨릭 성직자들, 특히 진보주의 성향을 가진 성직자들은 빈곤층에 대한 해방 신학의 헌신에 부정적인 영향을 줄 것을 우려했다.

### 민주화 운동
오스카르 로메로는 1977년에 있었던 그의 절친이자 예수회 사제였던 루틸리오 그란데의 암살 소식을 접하면서 빈곤, 사회적 불의, 암살, 고문에 반대하는 입장을 표명했다. 특히 1979년에 일어난 군사 쿠데타를 계기로 집권한 엘살바도르의 군부 독재 정권이 민주화 운동을 살인으로써 탄압하자 군사 독재 정권에 대해서는 "불의한 명령이 아닌, 양심에 따르시오!"라고, 로마 가톨릭교회 신자들에게는 "역사가 요구하는 생명을 건 모험을 피하지 말자."라고 호소하는 비폭력 투쟁으로써 저항했다.
오스카르 로메로는 엘살바도르 내전 시기에 미국 정부가 엘살바도르 정부에 대한 군사 원조를 제공을 비난했고 1980년 2월에는 지미 카터 미국 대통령에게 "의심할 여지가 없이, 그들의 가장 기본적인 인권을 위해 투쟁해 온 조직화된 사람들에게 가해진 부정과 정치적 억압을 날카롭게 합시다."라는 공개 서한을 전달했다.

### 사망
로메로는 1980년 3월 24일에 암살당하며 생을 마감하였다. 그는 이날 산살바도르에 위치한 디비나 프로비덴시아 병원 경당에서 미사를 집전했는데, 미사에서 군사정부를 향해 인권탄압 행위에 대한 중단을 촉구하는 설교를 하던중에 저격수가 쏜 총에 피격되었다. 25만 명의 추도객이 몰렸던 그의 장례식장에서는 폭탄 테러가 발생해 약 40여 명의 사상자가 발생했다. 시신은 산 살바도르의 주교좌 성당에 안치되었으며 이후 이 성당은 기도와 순례의 장소로 유명해졌다.
로메로 대주교가 암살당한후 엘살바도르에서는 내전이 벌어졌다. 좌익세력과 기독민주당원 등이 주축이 되어 조직된 파라분도 마르티 민족해방전선(FMLN)은 정부의 비상계엄 통치와 조직적인 탄압에 반발하여 무장봉기하였는데, 이들은 쿠바와 니카라과의 도움을 받아 내전을 일으켰다. 내전은 1992년까지 12년간 이어졌다.

## 유산
1983년에 엘살바도르를 처음 방문한 교황 요한 바오로 2세는 엘살바도르 정부와 해방 신학에 강력히 반대해 온 일부 교회의 반대를 무릅쓰고 산살바도르에 위치한 산살바도르 대성당을 방문하여 오스카르 로메로 묘역을 참배했다. 2000년 5월 7일에는 교황 요한 바오로 2세가 이탈리아 로마에 위치한 콜로세움에서 열린 밀레니엄 기념 행사에서 오스카르 로메로를 20세기의 순교자 가운데 하나로 지정했다.
2010년 12월 21일에는 유엔 총회가 오스카르 로메로의 사망일인 3월 24일을 국제 모든 인권 침해와 관련된 진실에 대한 권리와 희생자의 존엄을 위한 날로 지정하는 결의를 채택했다. 2011년 3월 22일에는 버락 오바마 미국 대통령이 엘살바도르를 공식 방문한 자리에서 오스카르 로메로 묘역을 방문했다. 2013년 10월 25일에는 엘살바도르를 국빈 방문한 마이클 D. 히긴스 아일랜드 대통령이 산살바도르 대성당과 오스카르 로메로 묘역을 방문했다.
2014년에는 엘살바도르 산살바도르에 위치한 엘살바도르 국제공항이 정식 명칭을 오스카르 아르눌포 로메로 국제공항으로 명명했다. 2015년 5월 23일에는 안젤로 아마토 추기경이 엘살바도르 산살바도르에 위치한 세계의 신성한 구세주 기념비에서 교황 프란치스코를 대신하여 오스카르 로메로를 시복하는 행사를 거행했다. 2018년 10월 14일에는 교황 프란치스코가 성 베드로 광장에서 오스카르 로메로를 교황 바오로 6세와 함께 시성하는 행사를 거행했다.

## 어록
- | “ | 정의를 위해 싸우는 모든 사람과 , 불의한 환경에서 부르짖는 모든 사람들은, 심지어 그들이 그리스도인이 아니어도 하느님의 통치(하느님 나라)를 위해서 일하고 있습니다. 교회는 하느님 통치의 모든 것을 포함하지 않습니다. ; 그것은 교회의 경계를 넘어섭니다. 교회는 하느님의 통치를 세우는 투쟁과 함께하는 것에 맞추어 모든 것을 평가합니다. 그 자체를 순수하고 흠없이 유지하려는 교회는 민중을 섬기는 하느님의 교회가 아닙니다. 진정한 교회는 구원의 진정한 소식을 그들에게 가져오기 위해 예수님이 했듯이 매춘부와 세리와 죄인들과 -그리고 마르크스주의자와 다양한 정치적 운동을 하는 사람들과도- 대화하는 것을 언찮게 여기지 않는 것입니다. | ” |
- | “ | 형제들이여, 그대들도 우리들과 같은 사람입니다. 그대들은 그대들 형제인 농민을 죽이고 있습니다. 어떤 군인도 하느님의 뜻에 거스르는 명령에 복종해서는 안 됩니다. 지금이야말로 그대들은 양심을 되찾아 죄악으로 가득한 명령보다는 양심에 따라야 할 때입니다. 하느님의 이름으로, 아울러 날마다 더한 고통을 받아 그 부르짖음이 하늘에 닿은 민중의 이름으로, 나는 그대들에게 부탁하고 요구하고 명령합니다. 탄압을 중지하시오! | ” |

## 영화
- 1986년 미국의 올리버 스톤 감독이 로메로 대주교의 암살사건과 엘살바도르 내전을 다룬 《살바도르》라는 영화를 만들었다.[19][20]

- 1989년에 존 듀이건(John Duigan) 감독이 영화 ‘로메로(Romero)’를 만들어 전 세계에 로메로 대주교의 삶을 알렸다.[11]

## 같이 보기
- 엘살바도르 내전